# Stoboje
Stoboje – wieś w Polsce położona w województwie warmińsko-mazurskim, w powiecie elbląskim, w gminie Milejewo na Wysoczyźnie Elbląskiej przy drodze krajowej nr 22.
Do Stoboji można dojechać autobusem miejskim nr 23 i pks Elbląg.
Wieś Kamiennik Mały okręgu sędziego ziemskiego Elbląga w XVII i XVIII wieku. W latach 1975–1998 miejscowość administracyjnie należała do województwa elbląskiego.
Występuje również wariant nazewniczy Kamiennik Mały.